# Église du Précieux-Sang d'Uccle
Pour l'église au Québec, voir Église du Précieux-Sang.
L'église du Précieux-Sang (en néerlandais : Kostbaar Bloedkerk) est un édifice religieux catholique sis à la rue du Coq, à Uccle, commune méridionale de la ville de Bruxelles (Belgique). Construite en 1950, elle est lieu de culte de la paroisse du même nom érigée en 1941 L'architecte en est Chrétien Veraart. La construction fut terminée en 1950, avec les fonts baptismaux conçus par Julien Scutenaire, et sa consécration officielle fut célébrée en 1961.
Le maître-autel contient de nombreuses reliques, y compris de saint Albert de Louvain. Malgré son caractère considéré moderne à l'époque de sa construction, l’église comprend des éléments anciens, comme le clocher-porche, l’archivolte et ses voussures de l’accès principal, les rosaces et la voûte d'arêtes.